# Cimetière militaire allemand de Viry-Noureuil
Le cimetière militaire allemand de Viry-Noureuil est un cimetière militaire de la Première Guerre mondiale, situé sur le territoire de la commune de Viry-Noureuil dans le département de l'Aisne, en France.

## Historique
Le cimetière allemand de Viry-Noureuil a été créé en 1919 pour l'inhumation de soldats tués aux environs du Chemin des Dames, en 1914, 1915, 1917 et 1918. En 1924-1925, d'autres dépouilles de soldats allemands y ont été inhumés.

## Caractéristiques
Le cimetière compte 7 526 dépouilles de soldats allemands dont 3 533 reposent dans des tombes individuelles matérialisées par des croix en pierre (46 corps n'ont pas pu être identifiés) en pierre) et 3 993 corps reposent dans l'ossuaire (3.080 ne sont pas identifiés à ce jour).